# Гейлс, Джон
Джон Уоррен Гейлс-младший (англ. John Warren Geils Jr., известный под псевдонимами J.Geils или Jay Geils; 20 февраля 1946 года, Нью-Йорк, Нью-Йорк, США  — 11 апреля 2017 года, Гротон, Массачусетс, США) — американский блюзовый гитарист и автор песен. В основном известен как создатель и участник рок-группы The J. Geils Band. Номинант Blues Music Awards в номинации «Исполнитель смежного жанра» (1995) вместе с Мэджиком Диком .  

## Биография
Родился 20 февраля 1946 года в Нью-Йорке, рос в Моррис-Плейн и Бедминстере, штат Нью-Джерси. Его отец был поклонником джаза, поэтому Джон Гейлс с детства слушал Бенни Гудмена, Дюка Эллингтона, Каунта Бэйси, Луи Армстронга, а также по радио слушал блюзменов Хаулина Вулфа и Мадди Уотерса. В подростковом возрасте научился играть на трубе и барабанах, повторяя композиции Майлза Дэвиса. Играть на гитаре начал лишь в старших классах. Своими любимыми гитаристами («большой тройкой») музыкант называл Би Би Кинга, Ти-Боун Уокера и Чарли Крисчена. В течение всей карьеры предпочитал играть на различных гитарах компании Gibson 
В 1964 году он окончил школу, сначала учился в Северо-Восточном университете, где играл на трубе в оркестре  затем переехал в Массачусетс и продолжил обучение в Вустерском институте. Там он познакомился с харпером Мэджиком Диком и бас-гитаристом Дэнни Клейном, с которыми он в 1965 году создал блюзовое трио Snoopy and the Sopwith Camels, а затем в 1968 году создал группу The J. Geils Band .  
Об участии музыканта в The J. Geils Band: 
В 1985 году группа распалась. Джей Гейлс ушёл из музыки, сконцентрировавшись на своём хобби: автогонках и реставрации итальянских автомобилей и открыл компанию по обслуживанию и ремонту Ferrari и Maserati. 
В 1992 году, объединившись с Мэджиком Диком, создал группу Bluestime. Группа играла некий микс чикагского блюза и классического джаза . В 1994 и 1996 годах группа выпустила два альбома. Первый же альбом группы привёл её к номинации Blues Music Awards 1995 года в категории «Исполнитель смежного жанра» (лауреатом в том году в этой категории стал Эрик Клэптон). До 2004 года группа активно гастролировала, выступая как соло, так и в ходе различных фестивалей и в 2004 году распалась. Мэджик Дик с того времени принимал участие в спорадических воссоединениях The J. Geils Band, занимался сольной карьерой, выпустив несколько джазовых альбомов, а кроме того, вместе с Дьюком Робиллардом и Джерри Бодуаном сформировал джазовое трио New Guitar Summit, которое также записало несколько альбомов. В целом, начиная с 1990-х гитарист работал исключительно в джазе и блюзе, отказавшись от рока времён The J. Geils Band.  
В 2012 году затеял судебную тяжбу против остальных членов группы когда они якобы планировали гастролировать без него, используя торговую марку группы и после этого никогда не работал вместе с The J. Geils Band .
Жил в Гротоне, Массачусетс. 11 апреля 2017 года полиция обнаружила музыканта без признаков жизни в его собственном доме .

## Дискография

### В составе The J. Geils Band
- The J. Geils Band (1970)
- The Morning After (1971)
- Bloodshot (1973)
- Ladies Invited (1973)
- Nightmares...and Other Tales from the Vinyl Jungle (1974)
- Hotline (1975)
- Monkey Island (1977)
- Sanctuary (1978)
- Love Stinks (1980)
- Freeze Frame (The J. Geils Band album) (1981)
- You're Gettin' Even While I'm Gettin' Odd (1984)

### В сотрудничестве с Мэджиком Диком
- «I Got To Find My Baby» (сингл, 1994)
- Bluestime (1994)
- Little Car Blues (1996)

### Сольно
- Jay Geils Plays Jazz! (2005)
- Jay Geils, Gerry Beaudoin and the Kings of Strings featuring Aaron Weinstein (2006)
- Toe Tappin' Jazz (2009)[8]

### В составе New Guitar Summit
- New Guitar Summit (2004)
- Live at the Stoneham Theatre (2004)
- Jazzthing II (2007)
- Shivers (2008)[8]